# Genderation
Genderation ist ein deutscher Dokumentarfilm der Hamburger Regisseurin Monika Treut aus dem Jahr 2021. Seine Premiere feierte er bei der Berlinale 2021 in der Sektion Panorama, wo er auch einen Publikumspreis gewann. Anschließend wurde er auf über 40 internationalen Filmfestivals aufgeführt u. a. in Spanien, Polen,  Portugal, Litauen, Taiwan, Frankreich, Italien, den USA, Kanada, Korea und vielen anderen. Immer wieder wird er im Doppelprogramm mit dem Vorgänger-Film Gendernauts aufgeführt.

## Inhaltsangabe
Über zwei Jahrzehnte nach dem queeren Klassiker-Dokumentarfilm Gendernauts (1999) kehrt Monika Treut nach Kalifornien zurück, um die Protagonisten von damals wieder zu treffen. Sandy Stone, Susan Stryker, Stafford und Max Wolf Valerio waren einst die jungen Pioniere der Transbewegung und lebten alle in der Außenseitermetropole San Francisco. Heute sind sie zwischen 58 und 84 Jahre alt. Der Film dokumentiert ihr gegenwärtiges Leben und zeigt auch, warum sie es sich nicht mehr leisten können, in San Francisco zu wohnen, das immer stärker gentrifiziert wird. Doch die Energie der Gendernauten und ihrer Unterstützerinnen Annie Sprinkle und Beth Stephens ist ungebrochen. Genderation wirft einen utopischen Blick zurück und zeigt den kreativen Widerstand der Gendernauten gegen die aktuellen Lebensbedingungen in den USA.

## Produktion
Eine Co-Produktion von Hyena Films mit ZDF/3sat mit Unterstützung der MOIN Filmförderung Hamburg Schleswig-Holstein und der Nordmedia.

## Hintergründe
- Der Film wurde auf HD 5.1. in Farbe gedreht in Denver, Colorado; Wonder Valley, Santa Cruz, San Francisco und Oakland, Kalifornien.
- Kinostart war am 21. Oktober 2021 im Verleih der Edition Salzgeber

## Kritik
Knut Elstermann sagte auf Radio Eins: „‚Genderation‘ ist die Fortsetzung ihres Klassikers ‚Gendernauts‘ von 1999, damals einer der ersten Filme über die Transbewegung in San Francisco, der eine große Wirkung hatte. Mit Respekt und Offenheit begegnet sie diesen Menschen fast 20 Jahre später erneut und erzählt ihre Geschichten weiter. Wegen der Gentrifizierung lebt heute kaum noch jemand in Kalifornien, viele sind Umweltaktivistinnen geworden, kämpfen gegen die Zerstörung ihrer Lebenswelt. Es sind sehr berührende Porträts großartiger Menschen, und es ist ein Film über das Reifen und Altern dieser einstigen Pionier-Generation von Transmenschen. ‚Genderation‘ wird vielleicht bald auch ein Klassiker.“
Und Geraldine Spiekermann schrieb in konkret: „Dass alle Protagonist*innen so frei und offen über ihren Alltag, ihre Sexualität, ihre Lebenskrisen, ihr Älterwerden und ihre Zukunftspläne sprechen können, ist eine der vielen Stärken der respektvollen und sensiblen Dokumentation von Monika Treut.“

## Auszeichnungen
- Panorama Publikumspreis, Berlinale 2021
- SiStar Filmpreis
- Queer Porto IFF, besondere Erwähnung[2]
- Deutsche Filmakademie, Vorauswahl als bester Dokumentarfilm